# Куяллек
Куяллек (гренл. Kommuneqarfik Kujalleq) — найменший за площею муніципалітет Ґренландії, розташований на півдні острова. З'явився внаслідок введення нового адміністративного поділу країни 1 січня 2009 року, займає території колишніх муніципалітетів Какорток, Нанорталік та Нарсак. Станом на січень 2010 населення становить 7 589 осіб, що є найнижчим показником серед чотирьох муніципалітетів Ґренландії.
Площа — 32 тис. км². Межує лише з муніципалітетом Сермерсооком. На заході його береги омиває море Лабрадор, що стикається з відкритим Атлантичним океаном у районі мису Уумманнарсуак (Фарвель), найпівденнішою точкою країни. Для внутрішніх земель характерна гірська поверхня з численними фіордами, що глибоко врізаються в територію.

## Міста і поселення
| Назва                                         | Населення |
| --------------------------------------------- | --------- |
| Ааппілатток                                   | 135       |
| Аллуїтсуп Паа (Sydprøven)                     | 319       |
| Аммассівік (Слеттен)                          | 48        |
| Екалуґаарсуїт                                 | 95        |
| Іґаліку                                       | 29        |
| Нанорталік                                    | 1,430     |
| Нарсак                                        | 1,627     |
| Нарсарміїт (Нарсак Куяллек або Фредеріксдаль) | 100       |
| Нарссарссуак                                  | 164       |
| Какорток (Юліанегоб)                          | 3,304     |
| Кассіарсук                                    | 43        |
| Кассіміут                                     | 33        |
| Саарлок                                       | 46        |
| Тасіусак                                      | 64        |